# Промінь Ейрі
Промінь Ейрі (англ. Airy beam) — форма хвилі, яка не дифрагує. Проявляється у вигляді променя, що згинається по мірі поширення. У перетині промінь Ейрі є область, на яку припадає основна інтенсивність, яскравість сусідніх областей послідовно загасає, сходячись до нуля в нескінченності. На практиці промінь усікається, щоб отримати скінченні значення в обмеженій області.
Поширюючись, промінь Ейрі не дифрагує, тобто не розпливається. По мірі поширення промінь Ейрі відхиляється від первинного напряму, формуючи дугу параболи.